# 座・シトラス
演劇集団【座・シトラス】は日本の劇団。

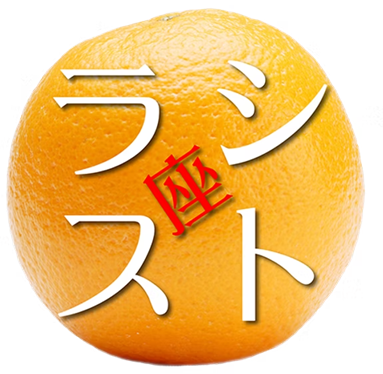

Vote Showという正体隠匿系ゲームをベースにした、台本のない即興舞台や、謎解きゲームの公演を主に行う。

## 略歴
稲垣杏橘を座長とする表現者集団。所属団員は、役者、声優、マーダーミステリーのGM、MC、ゲームクリエイターなど多岐に渡る。

## Vote Showとは
人狼ゲームに代表される正体隠匿系疑心暗鬼ゲームがベースの、台本のない即興舞台になっている。人狼ゲームと異なり、ゲームプレイヤーはゲームの終わりまで処刑されたり襲撃されたりすることによる脱落はない。また、キャラクターは観客の書いたランダムな言葉を元に生み出される。

## 公演履歴

### ナンバリング公演
- 001 『Vote Show その投票の行方』（2016/07/23〜24 新中野 ワニズホール）
- 002 『Vote Show - The Second Stage -』（2016/10/28〜30 要町 アトリエ第七秘密基地）
- 003 『Vote Show - The Third Stage -』（2017/03/09〜12 池袋 Cafe & Bar 木星劇場）
- 004 『Vote Show - The Extra Stage -』（2017/07/12〜16 北池袋 新生館シアター）
- 005 『Vote Show - The Next Stage -』（2017/10/25〜29 池袋 GEKIBA）
- 006 『Vote Show - The Anniversary Stage -』（2018/07/18〜22 北池袋 新生館シアター）
- 007 『斯くして我は独裁者に成れり - On Stage -』（2019/05/29〜06/02 北池袋 新生館シアター）
- 007.5 『斯くして我は独裁者に成れり - On Stage Rev -』（2019/09/22 四谷 三栄町LIVE STAGE『三栄町インプロウィーク』内にて）
- 008 『Vote Show - The Unknown -』（2019/10/12〜13 大崎 TUNNEL TOKYO）
- 009 『斯くして我は独裁者に成れり 幕末版 - On Stage -』（2020/02/22〜24 大崎 TUNNEL TOKYO）
- 010 『Vote Show - Gen Ten Kai ki -』（2020/03/27〜29 大崎 TUNNEL TOKYO）※コロナウイルスにより公演中止
- →  『Vote Show - Live -』（2020/03/27〜29 YoutubeLiveにて配信）※代替公演
- 011 『Vote Show - The Genuine -』（2021/12/4〜5 大崎 TUNNEL TOKYO）
- 012『座・シトラスアナザー公演　RIET』（2022/7/16〜18　練馬区桜台　JOYJOYシアター）
- 013『座・シトラスアナザー公演　Vote Show The Carnival & RIET』（2022/12/10〜11　大崎 TUNNEL TOKYO）
- 014『座・シトラスアナザー公演　Vote Show The Barriers & RIET』（2023/6/2〜4　練馬区桜台　JOYJOYシアター）
- 015『座・シトラスアナザー公演　Vote Show The Barriers & RIET』（2023/12/15〜17　練馬区桜台　JOYJOYシアター）
- 『座・シトラス本公演 Vol.03　ZESTA』（2024/6/14〜16　練馬区桜台　JOYJOYシアター）

### ナンバリング公演以外
- 『老人が海』（2014/10/01〜05 高円寺 明石スタジオ）※台本芝居
- 『Vote Show - The Secret Stage -』（2016/10/02 新中野 ワニズホール）
- 『Vote Show - Warabi komachi Stage -』（2016/12 /11 秋田 わらび劇場『こまち演劇祭』内にて）
- 『Vote Show - The Auterm Festa Stage -』（2017/10/01 浅草 ヒューリックホール『ボードゲームオータムフェスタ』内にて）
- 『Vote Show - The Izusan Stage -』（2017/11/25 プライベート公演）
- 『Vote Show - The Rookie Stage -』（2018/01/27 日暮里 プロモボックス）
- 『Vote Show - The Naniwa Stage -』（2018/04/07〜08 大阪 common cafe）
- 『Vote Show - The Revealed Stage -』（2018/10/13 日暮里 プロモボックス『レナパン生誕祭』内にて）
- 『Vote Show - The Rookie Stage -』（2018/12/15 日暮里 プロモボックス）
- 『即歌・歌唱トーナメント〜即歌〜』（2019/04/07 東中野 バニラスタジオ）
- 『Vote Show - The Between Shows -』『Vote Show - The Conflict Stage -』（2019/04/26,27 日暮里 プロモボックス『春のシトラスvote』内にて）
- 『Vote Show - The Fool Stage -』『即興×哲学 - The PHILLOSOPHY-』（2019/12/30 絵空箱『表現のすゝめ』内にて）
- 『Vote Show - Re Remote -』（2020/11/28〜29　オンライン公演）
- 『クリエイティブAHC主催プレミアム公演　斯くして我は独裁者に成れり　ー将軍家最後の五日間ー』（2021/3/20〜21　練馬区富士見台　アルネ543）
- 『冒険企画局特別後援クリエイティブAHC主催プレミアム公演「斯くして我は独裁者に成れり」』（2021/4/10〜11　東京ビッグサイト　ゲームマーケット2021春）
- 『今日の猫　明日の猫　〜Unforgettable〜』（2021/9/12　江古田Cafe FLYING TEAPOT）
- 『座・シトラス Ex Stage「Nexus」』（2025/3/1〜2　荻窪　i Rego Garage）
- 『座・シトラス　夏の朗読公演』（2025/6/13　江古田　兎亭）

### 謎解き公演
- 『Vote Show - The Riddle Stage -』（2019/02/12〜14,19〜21 新宿 東京ミステリーサーカス）
- 『Vote Show - The Riddle Stage -』（2019/10/19〜20 大阪 人狼HOUSE梅田店）
- 『Vote Show - The Riddle Stage -』（2019/12/20〜22 大崎 TUNNEL TOKYO）
- 『頼りない一兵卒からの卒業』（2019/12/30 絵空箱『表現のすゝめ』内にて）
- 『Vote Show -翁の Christmas Dishes 大作戦 -』（2021/12/25〜26 大崎 TUNNEL TOKYO）